# 2,3-Dinitrofenol
2,3-Dinitrofenol (2,3-DNP) je organsko jedinjenje sa formulom HOC6H3(NO2)2. Ovo jedinjenje je potencijalno mutageno.